# WCW Hardcore Championship
WCW Hardcore Championship var en sekundær titel i World Championship Wrestling (WCW), der eksisterede fra 1999 til 2001. Titlen blev forsvaret i hardcore-kampe, hvor der sædvanligvis kun gjaldt få regler, og hvor det var tilladt at bruge våben. Senere blev reglerne ændret, så kampen begyndte backstage, men kun kunne vindes via pinfall i ringen. Titlen blev skabt som resultat af den stigende popularitet inden for hardcore-wrestling i Nordamerika, der opstod mod slutningen af 1990'erne. Titlen fik dog aldrig den samme succes som WWF Hardcore Championship i World Wrestling Federation (WWF). 
Titlen blev skabt i WCW i november 1999, og Norman Smiley vandt titlen i kamp mod Brian Knobbs ved WCW's Mayhem d. 21. november 1999. Den sidste indehaver af titlen var Meng, der holdt titlen, da World Championship Wrestling blev solgt til World Wrestling Federation i marts 2001. 
| Sport | Spire Denne artikel om sport er en spire som bør udbygges. Du er velkommen til at hjælpe Wikipedia ved at udvide den. |